# Park Narodowy Drina
Park Narodowy Drina (bośn. Nacionalni park Drina, serb. Национални парк Дрина) – park narodowy we wschodniej Bośni i Hercegowinie, na terytorium Republiki Serbskiej, tuż przy granicy z Serbią.
Park został utworzony w lipcu 2017 roku jako 19. obszar chroniony oraz trzeci park narodowy (po parkach narodowych Sutjeska i Kozara) w Republice Serbskiej. Obejmuje dolinę rzeki Driny, która tworzy w tym miejscu malowniczy kanion, oraz jej dopływów. Po drugiej stronie granicy bośniacko-serbskiej znajduje się Park Narodowy Tara. Administracja parku znajduje się we wsi Skelani w gminie Srebrenica.

## Charakterystyka

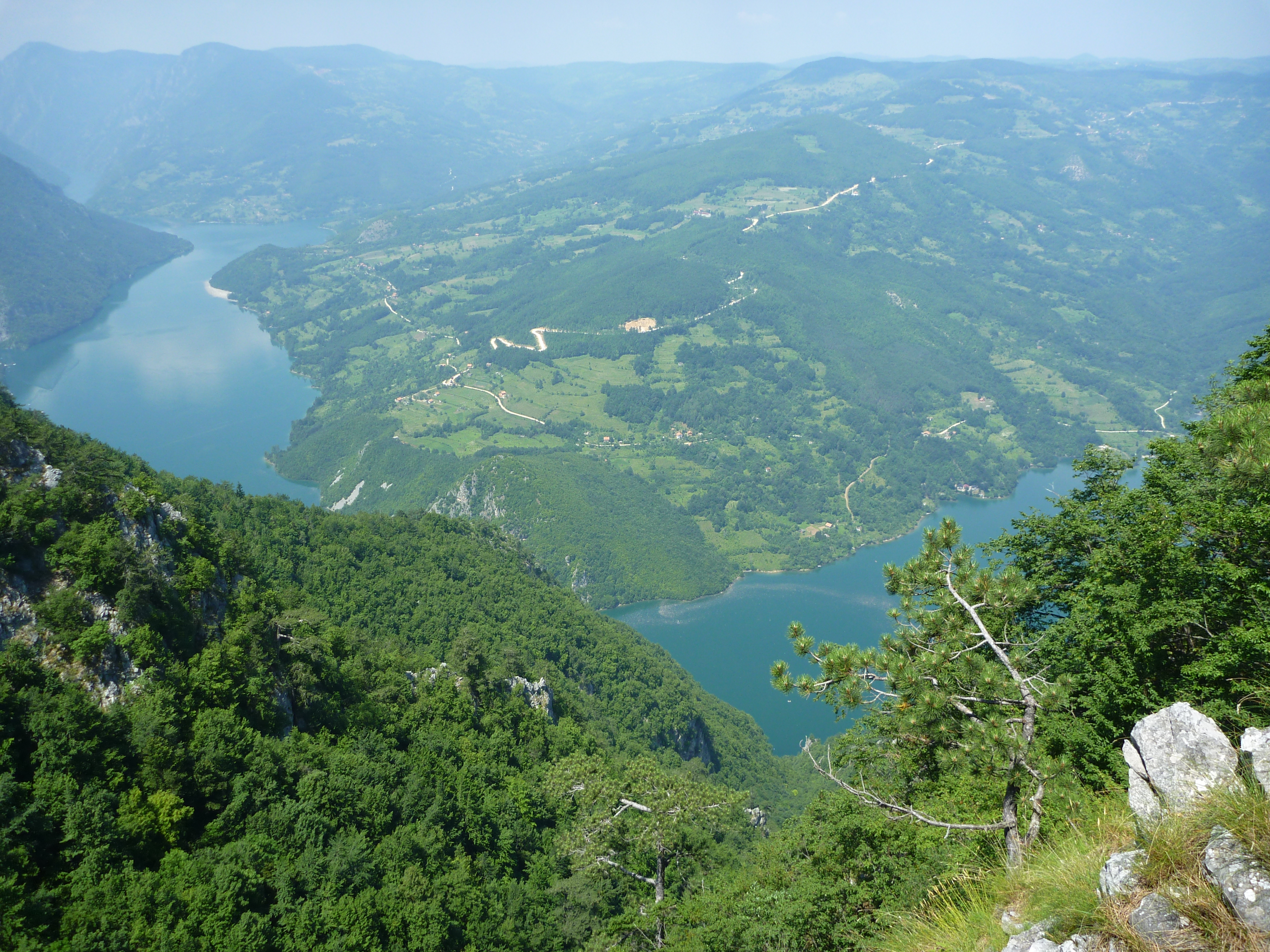
Widok na Perućačko jezero oraz Park Narodowy Drina ze szczytu Tara (góra) w Serbii (2010)

Głównymi walorami parku narodowego są siedliska reliktowych i endemicznych gatunków roślin oraz dolina Driny, która na obszarze parku tworzy kanion o stromych, niemal pionowych zboczach i maksymalnej głębokości 976 metrów u ujścia rzeki Crni Potok. Dolina tej drugiej rzeki ma podobny, wąwozowo-kanionowy charakter – jej źródło znajduje się na wysokości ponad 1100 m n.p.m., a po pokonaniu 6 km, wzdłuż których ciągną się malownicze wodospady i kaskady, oraz 800-metrowego spadku Crni Potok wpada do Driny. We wschodniej części parku znajduje się Perućačko jezero – zbiornik zaporowy o objętości 340 mln m³ powstały na potrzeby elektrowni wodnej Bajina Bašta.

## Flora
Na obszarze Parku Narodowego Drina wykazano obecność 635 gatunków roślin naczyniowych reprezentujących 90 rodzin i 351 rodzajów. Spośród nich występują tutaj liczne gatunki rzadkie, endemiczne, oraz reliktowe, takie jak m.in. świerk serbski, który jest reliktem trzeciorzędowym, niegdyś szeroko rozpowszechnionym w Europie, a współcześnie występującym naturalnie jedynie w środkowym biegu Driny w Bośni i Hercegowinie (gminy: Rogatica, Srebrenica, Foča, Višegrad i Čajniče) oraz w Serbii (Park Narodowy Tara). Rośnie tu również m.in.: rogownica alpejska, przylaszczka pospolita i cyklamen purpurowy, Athamanta haynaldii i rzeżucha Cardamine serbica oraz chaber Centaurea incompta subsp. derventana, Sesleria tenuifolia, Daphne malyana i Edraianthus jugoslavicus.

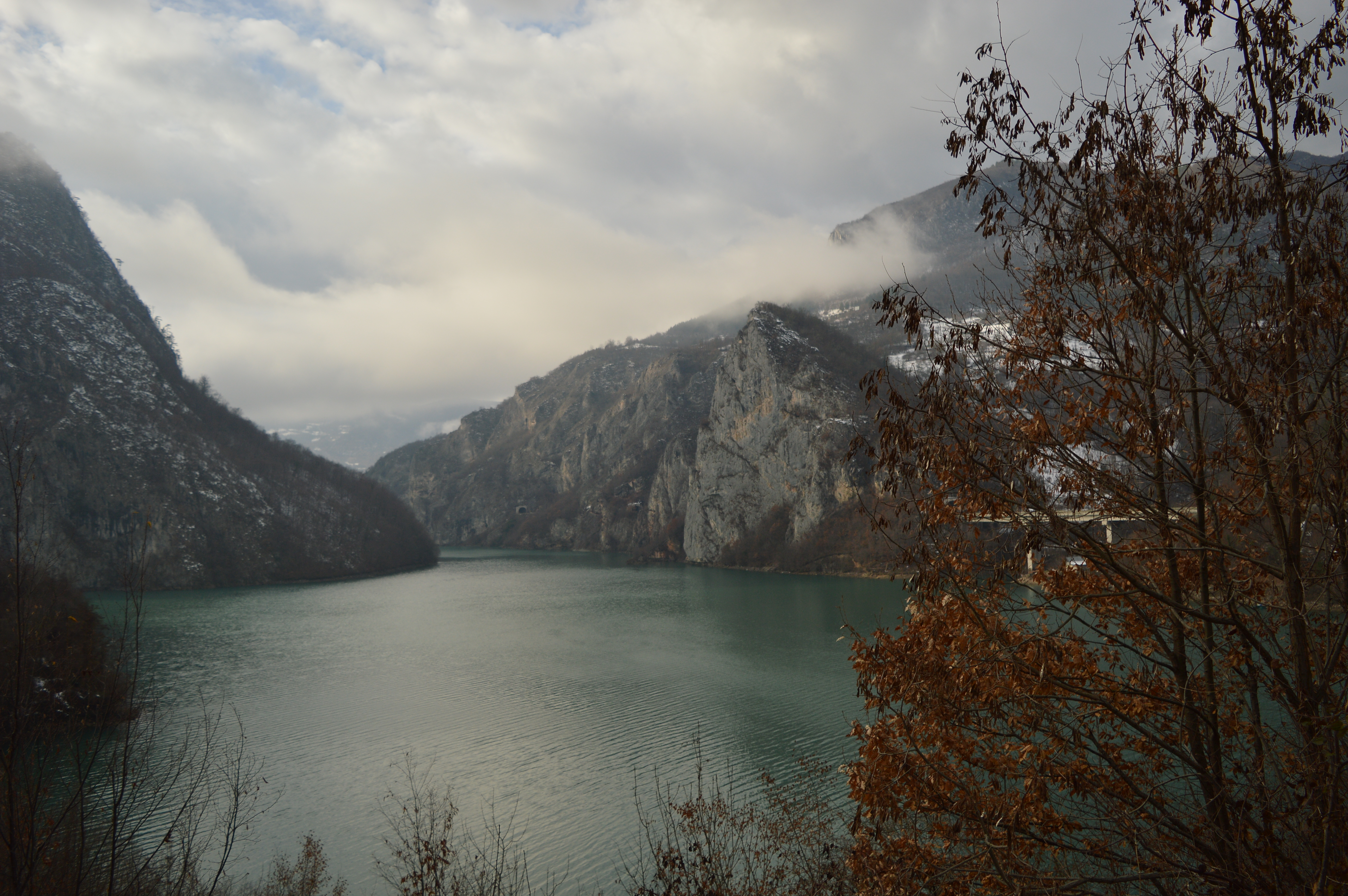
Kanion rzeki Driny we wsi Brodar powyżej parku narodowego (2018)

Inne gatunki występujących na terenie parku narodowego roślin to m.in. borówka czarna, czosnek niedźwiedzi, żurawina błotna, głóg, jałowiec, malina, poziomka, porzeczka, dzika róża i śliwa tarnina, a także prawoślaz lekarski, nagietek lekarski, żywokost lekarski, ożanka górska, kocanki piaskowe, ślaz dziki, dziurawiec zwyczajny, rumianek pospolity i bylica piołun.
Szczyty kanionu porastają reliktowe fitocenozy tworzone przez sosnę czarną, chmielograb europejski oraz ciepłolubne buczyny. Roślinność leśna na terenie parku występuje na wysokości od około 300 do 1100 m n.p.m. i cechuje się dużym zróżnicowaniem. Występują tu m.in. buczyny i lasy sosnowe, niżej również zbiorowiska z dębem burgundzkim i węgierskim oraz bory jodłowe. Do lasów przylegają turzycowiska, na madach zaś rosną wierzby i topole oraz gdzieniegdzie olsza czarna. W niektórych miejscach wykształcają się również łąki, najczęściej w wyniku działalności człowieka.

## Grzyby
Mykobiotę na terenie parku reprezentują m.in. smardz, pieprznik jadalny, mleczaj rydz, borowik szlachetny, czubajka kania, pieczarka biaława, lejkowiec dęty, purchawka chropowata, gęśnica wiosenna, żółciak siarkowy i czernidłak pospolity.

## Fauna

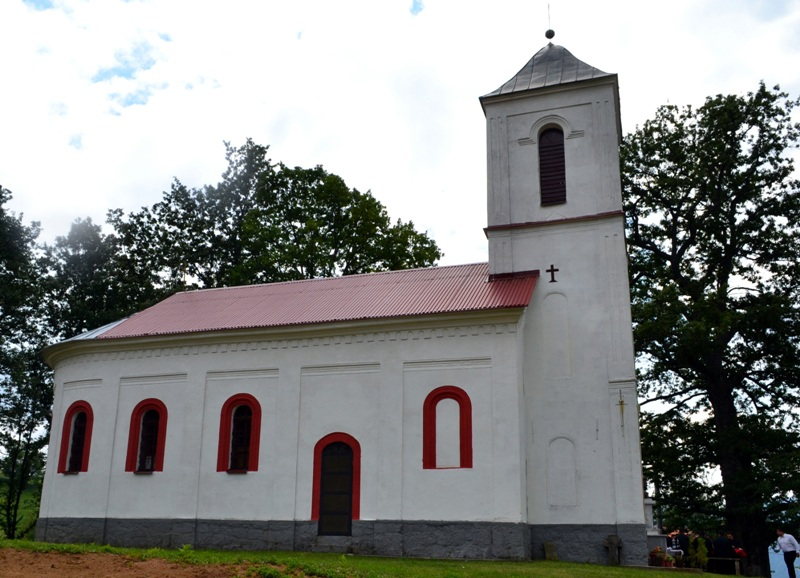
Monastyr Monaster Karno koło Međe w północno-wschodniej części parku (2016)

Ichtiofauna na obszarze parku narodowego reprezentowana jest m.in. przez Salmo trutta, klenia, świnkę, lina, karpia, suma, okonia, słonecznicę pstrą i ukleję. Najważniejszymi płazami są salamandra plamista, Triturus, rzekotka drzewna i żaba strumieniowa, zaś gadami – żółw grecki, żmija nosoroga oraz połoz kaspijski. W parku żyją liczne gatunki ptaków, z których zdecydowana większość objęta jest ochroną, m.in. krzyżodziób świerkowy, pełzacz leśny, krogulec, trzmielojad, grzywacz, wrona siwa czy orzeł przedni. Ssaki reprezentowane są m.in. przez niedźwiedzia brunatnego, kozicę, wilka, rysia, sarnę, dzika i borsuka.
Na terenie tym występuje endemiczny szarańczowaty – Pyrgomorphula serbica.

## Krajobraz kulturowy
Historycznie obszar Parku Narodowego Drina przynależy do krainy geograficznej zwanej Osat, o której pierwsza wzmianka pochodzi z XV wieku. W północno-wschodniej części parku, koło wioski Međe, znajduje się monastyr Karno z końca XIX wieku, poświęcony Wstawiennictwu Najświętszej Maryi Panny, natomiast w Osaticy znajduje się meczet. Teren parku narodowego usiany jest późnośredniowiecznymi kamiennymi nagrobkami zwanymi stećci, natomiast w Skelani oraz w kilku miejscach na obszarze parku wykopaliska ujawniły pozostałości rzymskiej osady Malvesiatium.